# يورغن بو بيترسن
يورغن بو بيترسن هو دراج دنماركي، ولد في 11 أبريل 1970 في Hørsholm ‏ في الدنمارك.

## وصلات خارجية
- يورغن بو بيترسن على موقع أرشيف الدراجات (الإنجليزية)
- يورغن بو بيترسن على موقع إحصائيات الدراجات الإحترافية (الإنجليزية)
- يورغن بو بيترسن على موقع نسبة الدراجات (الإنجليزية)